# Rhetorik der Antike
Während heutzutage unter Rhetorik vor allem Sprecherziehung und Vortragskunst verstanden wird, beschäftigte die Rhetorik der Antike sich mit dem gesamten Prozess der Wissensermittlung, Wissensverarbeitung und Wissensweitergabe. Sie erinnert also an das, was heutzutage unter geisteswissenschaftlicher Methodik verstanden wird. Für die jungen Griechen und Römer war die Rhetorik eine Art allgemeiner Wissenschaftspropädeutik, die sie unter anderem auf eine Tätigkeit als Rechtsanwalt oder Politiker vorbereitete.

## Rhetorik bei Homer
Ihre Anfänge hat die Rhetorik in der Antike: Zum ersten Mal machen sich Menschen – in Textquellen nachweisbar – Gedanken über die Beredsamkeit, wie man sie erlernen und einsetzen kann. Als Schöpfer der Rhetorik gilt Homer, der griechische Dichter, da er bereits im 8. Jahrhundert v. Chr. in seinen Werken, der „Ilias“ und „Odyssee“, erste Rhetorikbeispiele in Form von Reden verarbeitet hat. Die Rhetorik kommt dabei auf verschiedene Weise zum Einsatz, sei es in Beratungen von führenden Männern, bei Gerichtsverhandlungen oder bei Heeres- und Volksversammlungen.
Die Bedeutung von Homer für die Rhetorik wird schon dadurch deutlich, dass in Bezug auf seine Werke erste Lehrsätze und Regeln der Rhetorik entstanden sind.

## Die Anfänge der Rhetorik in Sizilien
Man kann in Sizilien die nachgewiesene Geburtsstätte der Rhetorik sehen, denn erst die politischen Veränderungen machten es der Rhetorik möglich, sich frei zu entfalten. Syrakus gab durch die Abschaffung der Tyrannis (466 v. Chr.) der Rhetorik die Chance, sich im öffentlichen Leben zu etablieren. Das somit entstandene politische Machtvakuum hat zur Folge, dass die politische Diskussion in der Öffentlichkeit zur Notwendigkeit wird. Nun werden Interessensgegensätze in der öffentlichen Rede ausgetragen. Man macht sich konkret und in theoretisch reflektierter Form Gedanken darüber, wie man vor einem Auditorium möglichst überzeugend eine Rede hält. Korax kann als einer der Ersten diese neue Kunst für sich nutzen und gilt als erster Rhetor und Lehrer der Rhetorik in der Zeit nach der Tyrannis. Auch sein Schüler Teisias sollte erwähnt werden, da er der Verfasser des ersten rhetorischen Lehrbuches ist, das verschiedene Musterreden enthält. Somit gelten Korax und Teisias als die Begründer der Rhetorik.

## Rhetorik bei den Sophisten
Nachdem auch in Athen ein Umbruch im Staatssystem stattgefunden hatte – das Adelsregiment war abgeschafft worden und es hatte sich eine erste Frühform von Demokratie entwickelt –, wurde die Rhetorik in Form der politischen Rede zur politischen Willensbildung eingesetzt. Die aufkommende Demokratie hatte zur Folge, dass es Volksversammlungen gab, in der öffentliche Angelegenheiten besprochen wurden. Der Sprecher oder Antragsteller in der Volksversammlung wurde auch als „Rhetor“ bezeichnet. Um vor einem derartigen Auditorium überzeugend zu wirken, musste man natürlich die Kunst der Rede beherrschen. Im Zuge dieser Veränderungen waren nun auch viele nichtaristokratische Bürger an Bildung interessiert, um sich aktiv am öffentlichen Leben und an der Politik beteiligen zu können. Das demokratischere Staatssystem ist daher einer derjenigen Faktoren, die für die Blütezeit der Rhetorik verantwortlich sind.
Auf Grund dieser Entwicklungen tritt eine geistige Strömung besonders in den Vordergrund, die Sophistik. Die Sophisten, auch Weisheitslehrer genannt, wollten mittels ihrer Tätigkeit als Lehrer ihren Schülern politisches und gesellschaftliches Wissen beibringen und ihnen solche Fähigkeiten vermitteln, die ihnen Erfolg in der privaten Lebensführung und im politischen Leben ermöglichten. Die gewählten Methoden, um die angestrebten Ziele zu erreichen, waren die techné rhetoriké, die Kunst der überzeugenden Rede, und die Dialektik, also der methodische Ansatz, einen bestimmten Sachverhalt immer aus verschiedenen Sichtweisen zu betrachten.
In Erscheinung traten die Sophisten zuerst als Wanderlehrer. Später im 4. Jahrhundert v. Chr. gründeten sie vermehrt Schulen an bestimmten Stätten wie zum Beispiel in Athen. Die Sophistik ist zudem die große Aufklärungsbewegung des 4. und 5. Jahrhunderts v. Chr. Die vorherrschende mystische Weltordnung wird durch die reine Vernunft ersetzt, und gleichzeitig wird der Mensch – statt der Natur – in den Mittelpunkt des Interesses gerückt. Die althergebrachten Traditionen werden hinterfragt und nicht mehr als fraglos und unumstößlich hingenommen.
Diese neuen Ansichten hatten zur Folge, dass daraus entweder ein absoluter Relativismus entstand, da es im Sinne der Sophisten nur „Wahrscheinliches“ gab und alle Sichtweisen gleichberechtigt und somit „relativ“ waren, oder ein tiefer Skeptizismus, der aus der Erkenntnis entsprang, nichts sicher zu wissen bzw. nichts sicher erkennen zu können.
Zuerst ist Gorgias von Leontinoi (480–380 v. Chr.) zu nennen, der 427 v. Chr. nach Athen kommt und ein Schüler des Teisias ist. Er gilt somit als Bindeglied zwischen den Anfängen der Rhetorik in Sizilien und Athen.
Von ihm wurde die Meinung vertreten, dass mit Hilfe der Rhetorik alles durchgesetzt werden könne, er war sozusagen von der Allmacht der Rhetorik überzeugt. Nach Winfried Böhm vertrat er eine formal – rhetorische Erziehung, die versuchte, den Schüler zu einem fähigen Redner zu machen. Außerdem ist ihm die Schaffung der Kunstprosa zuzuschreiben.
Von Protagoras von Abdera (481–411 v. Chr.) stammt der berühmte Satz: „Der Mensch ist das Maß aller Dinge, derer die sind, dass sie sind, und derer die nicht sind, dass sie nicht sind.“, der auch als „Homo-Mensura-Satz“ bekannt ist. Damit vertrat er die Ansicht, dass man immer vom (jeweiligen) Menschen ausgehen müsse und es daher keine absolute Wahrheit gebe, sondern nur eine relative, keine objektive, sondern nur eine subjektive, eben für den (jeweiligen) Menschen, und zwar so, dass nicht „Der Mensch“ (allgemein) das Maß sei – das wäre ja immer noch eine Art allgemeiner Maßstab –, sondern der jeweilige einzelne Mensch. Es gibt also nach Protagoras so viele Ansichten über ein Problem wie es Menschen gibt. Er wird deswegen auch als Begründer der Dialektik gesehen.
Einer der bedeutendsten Rhetorikschulgründer war Isokrates (436–338 v. Chr.), der ein Schüler von Gorgias ist und sich in seiner Rede „Gegen die Sophisten“ klar von seinen Kollegen absetzt. Er sieht „die Rhetorik weniger als ein Handwerk denn als eine der Philosophie verpflichtete Bildungslehre …“. Isokrates wollte nicht mittels der Rhetorik seine Zuhörer zu bestimmten Handlungen überreden, sondern sie „vielmehr wachrufen, mahnen, warnen und beraten“. Er hatte also durchaus schon eine moralische und ethische Vorstellung in seinen Lehren und unterscheidet sich somit von anderen Sophisten, bei denen die Überredungs- bzw. Überzeugungskraft der Rede im Vordergrund steht. Als einer der Ersten machte er im Hinblick auf die zwei auftretenden Probleme der Sophistik, den Relativismus und den daraus resultierenden Skeptizismus, das Gespräch zur Grundlage der Erkenntnis, in dem es die Aufgabe der beteiligten Personen ist, das „Wahrscheinlichere“ zu finden.

## Die kritische Beurteilung der Rhetorik durch die Philosophen
„Von Gorgias bis Anaximenes, von Sokrates bis Aristoteles: Der Antagonismus von sophistischer Herausforderung und philosophischer Reaktion ist ungefähr ein Jahrhundert lang, in der Zeit von 430 bis 330 v. Chr., die bewegende Kraft der griechischen Bildungsgeschichte gewesen,…“. Unter diesem Aspekt, wie es Fuhrmann beschrieben hat, muss man die Auseinandersetzung zwischen den Philosophen und den Sophisten verstehen, nämlich als eine für die Wissenschaften fruchtbare. Denn der Austausch von Ideen oder auch der wissenschaftliche Disput ist von enormer Bedeutung für den Fortschritt innerhalb der Lehren, da es vor allem dadurch zu neuen Denkansätzen kommen kann.
Beginnend mit Sokrates (470–399 v. Chr.) wird die Rhetorik der Sophisten sehr kritisch gesehen. Es entstand sozusagen eine andere Sicht der Rhetorik, die vor allem von Sokrates und seinem Schüler Platon (427–347 v. Chr.) vertreten wurde. Im Gegensatz zur Bildungsvermittlung der Sophisten steht der von Sokrates entwickelte Dialog, der auch durchaus als ein erzieherischer Ansatz verstanden werden kann.
Die sokratische Methode ist darauf angelegt, dass der Schüler im Zwiegespräch eigenständig zur Wahrheit gelangt. Dies gelingt Sokrates, indem er zuerst dem Schüler sein Nichtwissen vor Augen führt und dann den Sachverhalt im Dialog dialektisch erörtert, um dann durch geschicktes Fragen den Schüler zum eigenständigen Denken und zur Erkenntnis zu führen; dieses Vorgehen wird als Mäeutik bezeichnet, was eine Art „geistige Geburtshilfe“ darstellt. Ein weiterer Unterschied besteht darin, dass Sokrates – anders als die Sophisten – nicht vom Relativismus der verschiedenen Ansichten und Meinungen ausgeht, sondern von dem „einzig Wahren“, den „Ideen“, wie auch sein Schüler Platon, der einer der heftigsten Kritiker der Sophisten war.
In seinem Werk Gorgias wird der Standpunkt Platons klar. Er wendet sich nicht nur von der sophistischen Rhetorik ab, sondern verdammt sie, die ein einziges Blendwerk sei.
Auf ihn geht auch die heutige negative, zuweilen auch als Beschimpfung missbrauchte Bedeutung des Begriffs „Sophistik“ zurück. Heutzutage versteht man allgemein unter „Sophistik“ eher „Spitzfindigkeit“ oder „Scheinwissen“, was mit den Vorstellungen der Sophisten der Antike wenig zu tun hat.
Platon spricht der Rhetorik ihren Wissenschaftsstatus ab und sieht sie nur als Methode zur Dialektik, wie er es in seinem Werk Phaidros darlegt. Zudem werden bei Platon moralische und ethische Grundsätze essentiell für die Rhetorik. Er wirft den Sophisten vor, das „Wirkungsinteresse“ dem „Wahrheitsinteresse“ vorangestellt zu haben, d. h. die bloße Überredung sei das Ziel der sophistischen Rhetorik und nicht die von ihm (Platon) und seinem Lehrer Sokrates als oberste Maxime festgesetzte Wahrheitsfindung. In der Rhetorik des Platon ist kein Raum für Emotionen, die von den Sophisten hingegen bewusst eingesetzt wurden, denn er war der Auffassung, dass einzig allein die Wahrheit überzeugen kann.
Platon verweist somit deutlich auf die Doppelnatur der Rhetorik, die darin besteht, dass man mit einer Rede aus edlen Beweggründen Gutes bewirken kann, dass aber ebenso, wenn die Motivation des Redners eine niedere ist, Schlechtes hervorgerufen werden kann. Doch die moralischen Einwände waren nicht der einzige Grund für Platons Kritik an den Sophisten. Auch ein finanzielles Interesse war von großer Bedeutung. Aufgrund der großen Konkurrenz unter den verschiedenen Schulen versprach sich Platon durch seine Negativwerbung eine größere Schülerzahl.
Sein Schüler Aristoteles (384–322 v. Chr.) hat jedoch nicht die gleiche radikale Sicht auf die Sophistik. In seinem Buch téchne rhetoriké versucht er, Logik mit praktischer Psychologie zu verbinden, das heißt ein guter Redner muss das Gemüt seiner Zuhörer erkennen, um sich darauf einstellen zu können, aber er kann nur dann überzeugen, wenn er auch über die ausreichende Kenntnis in dem Bereich, über den er spricht, verfügt. Aristoteles’ Rhetorik ist daher eher argumentationstechnisch ausgerichtet, also eher darauf, wie der Redner seine Argumente überzeugend anbringen kann.
Man kann demnach sagen, dass Aristoteles den kritischen Standpunkt seines Lehrers wieder etwas relativiert und die Philosophie der Sophistik annähert. Im Gegensatz zu Platon spricht er der Rhetorik den Rang als eigenständige wissenschaftliche Disziplin zu und sieht sie als Gegenstück zur Dialektik.
Der grundsätzliche Unterschied zu Platon liegt dabei in dem unterschiedlichen Verständnis des Wahrheitsbegriffs. Aristoteles Rhetorik ist eine Theorie des Meinungswissens, der wahrscheinlichen Schlüsse und einer glaubhaften Argumentation, daher geht er im Gegensatz zu Platons absolutem Wahrheitsbegriff von unveränderlichen und veränderlichen Wahrheiten aus. Letztere bezeichnete er als „das Wahrscheinliche“, das aus der Erkenntnis von theoretischem Wissen gewonnen wird. Ersteres (die unveränderlichen Wahrheiten) basiert dagegen auf der Erkenntnis aus praktischem Wissen. Auch in den Kriterien für eine gute Rede wird dieser Unterschied deutlich. Während bei Aristoteles Überzeugungskraft und Glaubhaftigkeit ausschlaggebend für die Wirksamkeit einer Rede sind, steht bei Platon einzig die Vermittlung der Wahrheit und deren Durchsetzung beim Publikum im Vordergrund.
Nach Aristoteles ist die Aufgabe der Beredsamkeit „…zu erkennen was, wie in allen übrigen Wissenschaften, jeder Sache an Überzeugendem zugrunde liegt“, also das Wahrscheinliche zu sehen.

## Rhetorik bei den Römern
Der „Einzug“ der Rhetorik ins römische Reich ist verbunden mit dem Aufstieg Roms zur Weltmacht während des 2. Jahrhunderts v. Chr. Das römische Reich wird immer größer und in der Folge der punischen Kriege wird es auch zunehmend mit dem hellenistischen Denken konfrontiert.
Die griechische Kultur hatte großen Einfluss auf die Römer, wie man an Schrift und Sprache sowie dem Handwerk und den Künsten der Römer erkennen kann; nicht zuletzt wurde auch das Schulsystem der Griechen übernommen. Entsprechend wird auch Rhetorik zunehmend bei den Römern praktiziert. Zu ihrer Verbreitung trugen die zahlreichen Sophisten und Philosophen bei, die als Rhetoriklehrer tätig waren.
Auch wenn die römische Kultur vor allem durch Aneignung und Nachahmung der griechischen Kultur entstanden ist und sich weniger aus sich selbst heraus entfaltet hat, besteht dennoch ein großer Unterschied. Die Römer hatten bei Vielem, was sie taten, vor allem den praktischen Nutzen im Sinn und verzichteten gern auf den Aspekt der Ästhetik, der bei der griechischen Rhetorik durchaus eine gewisse Rolle spielte.
In der Rhetorik wurde von den Römern vor allem das Praktische gesehen. Man erkannte den politischen Nutzen der Rhetorik und gebrauchte sie, um politische Führungskräfte auszubilden. Darüber hinaus bestand ein breites Anwendungsgebiet. Der Senat, der die Entscheidungsgewalt hatte, diskutierte die anstehenden Fragen in ausgiebigen Debatten. Ebenso wurden juristische Prozesse in aller Öffentlichkeit auf dem Forum ausgetragen. Bedingt durch diese politische Ordnung wurde die Rhetorik ein wichtiger Bestandteil im Leben der Römer.
Der Höhepunkt der römischen Rhetorik zeichnet sich in ihrem herausragenden Redner Marcus Tullius Cicero (106–43 v. Chr.) ab. Er war ein Mann mit größter Allgemeinbildung, er studierte Recht, Rhetorik, Literatur und Philosophie in Rom. Aufgrund seiner Erfahrungen als Redner auf der politischen und gerichtlichen Ebene sah er sein Bildungsideal in dem perfekten Redner („orator perfectus“) verkörpert. Sein Bestreben lag daher darin, Rhetorik mit Philosophie zu verbinden. Dieser Bruch zwischen den beiden Wissenschaften hatte nicht immer bestanden: „Früher gab es eine ganzheitliche Bildung, in der auch Philosophie und Rhetorik verbunden waren, bis Sokrates diese Trennung bewirkte und die Redner und die Philosophen nichts miteinander zu tun haben wollten. Die einstige Einheit ist also eine rhetorische Einheit gewesen, und wer sie wiederherstellt, der genügt dem rednerischen Ideal“. Somit forderte Cicero eine ganzheitliche Bildung für seinen orator perfectus, den perfekten Redner, der durch drei Kriterien beschrieben wird:
1. natura: die natürlichen Anlagen des Menschen wie Intelligenz, Beweglichkeit und körperliche Vorzüge
2. ars: die Kenntnis der theoretischen Grundlagen der Rhetorik
3. exercitatio: die nötigen Übungen um die geistigen und körperlichen Fähigkeiten zu trainieren, die für die Rede von Bedeutung sind.

Zudem muss der perfekte Redner über jedes Thema reden können, also ebenso in der Philosophie gebildet sein, um den Redner in seiner Funktion als Darsteller, wenn nicht gar als Gestalter der Wahrheit zu rechtfertigen. Seine Reden dürfen ausschließlich im Dienste des Guten gebraucht und können nur so verantwortet werden, womit klar wird, dass die Ethik einen hohen Stellenwert bei Cicero hat. Wie schon erwähnt, wollte er die Einheit zwischen den Wissenschaften (Rhetorik und Philosophie) wiederherstellen. Diese Verbindung wird in seiner Schrift De Oratore deutlich, die – wie die Werke von Platon – in Dialogform geschrieben ist und das Verhältnis zwischen Philosophie und Rhetorik beleuchtet.
Er nimmt sich der Theorien des Aristoteles und des Isokrates an, des einerseits philosophisch – reflektierenden Ansatzes und andererseits des technisch-praktischen Zugangs zur Rhetorik, und versucht beide in seiner Rhetorik zu vereinen.
Ab dem Zeitpunkt der Diktatur Julius Caesars 46 v. Chr. geschah dasselbe wie zuvor in Griechenland. Durch derartige politische Umwälzungen wurde der Rhetorik ihr politischer Stellenwert genommen. Die politische Diskussion, wie sie in der Volksversammlung gepflegt worden war, war nicht mehr möglich. Dennoch überlebte die Rhetorik diese Zeit, sie wurde in der gehobenen Allgemeinbildung der Mittel- und Oberschicht weiter als Kunst der Beredsamkeit gelehrt.
Als zweiter großer Rhetoriker des römischen Reichs muss Quintilian (35–96) angeführt werden. Er gilt als letzter großer Rhetoriker der Antike. In seinen Werken findet eine Rückbesinnung auf Cicero statt und zum ersten Mal fließen pädagogische Elemente mit in die Rhetorik ein.
Er war der erste staatlich besoldete Lehrer der Rhetorik in Rom. Diese Lehrtätigkeit führte er 20 Jahre aus und schrieb diese Erfahrungen in seinem wichtigsten Werk „Institutio oratoria“, der Unterweisung in der Redekunst nieder. Wie bei Cicero wird bei ihm der perfekte Redner durch den eloquenten, weisen Mann und zugleich auch den tugendhaften Mann verkörpert. Deshalb steht bei Quintilian die Charakterbildung im Vordergrund, weshalb die Ausbildung zum Redner sehr hohen ethischen und moralischen Maßstäben unterliegen müsse. In dieser Hinsicht war er noch stärker bestrebt, der Beredsamkeit ein sittliches Fundament zu geben, als sein Vorbild Cicero.
Einen bis daher neuen Aspekt schafft er, indem er in seinen Schriften zugleich den didaktischen Weg vorgibt mittels eines Systems der Erziehung vom Kind bis zum erwachsenen Redner. Dabei steht vor allem der Unterricht des Kindes im Vordergrund, der nach folgenden Kriterien gestaltet sein soll: Das Interesse des Kindes soll geweckt und die Individualität des Kindes unter Berücksichtigung des Entwicklungsstandes gefördert werden, im Unterricht soll die Abwechslung und zugleich die Darstellung des Zusammenhangs der verschiedenen Lernstoffe gefördert werden, und das Kind soll zur Selbständigkeit erzogen werden. Quintilian ist somit der erste Autor, der eine enge Beziehung zwischen Erziehung und Rhetorik herstellt.